# ATP Parigi 1971 - Doppio
Il doppio del torneo di tennis ATP Parigi 1971, facente parte della categoria Grand Prix, ha avuto come vincitori Tom Gorman e Stan Smith che hanno battuto in finale Pierre Barthes e François Jauffret 3-6, 7-5, 6-2.

## Tabellone

### Legenda
| - Q = Qualificato - WC = Wild card - LL = Lucky loser | - ALT = Alternate - SE = Special Exempt - PR = Protected Ranking | - w/o = Walkover - r = Ritirato - d = Squalificato |

|  | Quarti di finale               | Quarti di finale               | Quarti di finale               | Quarti di finale | Quarti di finale |  |  | Semifinali                    | Semifinali                    | Semifinali                | Semifinali            | Semifinali |   |   | Finale                    | Finale                    | Finale | Finale | Finale |  |
|  |                                |                                |                                |                  |                  |  |  |                               |                               |                           |                       |            |   |   |                           |                           |        |        |        |  |
|  | Pierre Barthes F Jauffret      | Pierre Barthes F Jauffret      | 6                              | 4                | 6                |  |  |                               |                               |                           |                       |            |   |   |                           |                           |        |        |        |  |
|  | Ingo Buding Raymond Moore      | Ingo Buding Raymond Moore      | 1                              | 6                | 3                |  |  | Pierre Barthes F Jauffret     | Pierre Barthes F Jauffret     | 9                         | 5                     | 6          |   |   |                           |                           |        |        |        |  |
|  | Jose Luis Arilla Juan Gisbert  | Jose Luis Arilla Juan Gisbert  | Jose Luis Arilla Juan Gisbert  | 6                | 6                |  |  | Jose Luis Arilla Juan Gisbert | Jose Luis Arilla Juan Gisbert | 7                         | 7                     | 1          |   |   |                           |                           |        |        |        |  |
|  | J Pinto-Bravo B Phillips-Moore | J Pinto-Bravo B Phillips-Moore | J Pinto-Bravo B Phillips-Moore | 2                | 4                |  |  |                               |                               |                           |                       |            |   |   | Pierre Barthes F Jauffret | Pierre Barthes F Jauffret | 6      | 5      | 2      |  |
|  | Jan Leschly Jorgen Ulrich      | Jan Leschly Jorgen Ulrich      | Jan Leschly Jorgen Ulrich      | 6                | 6                |  |  |                               |                               | Tom Gorman Stan Smith     | Tom Gorman Stan Smith | 3          | 7 | 6 |                           |                           |        |        |        |  |
|  | George Deniau Jean Paul Loth   | George Deniau Jean Paul Loth   | George Deniau Jean Paul Loth   | 4                | 0                |  |  | Jan Leschly Jorgen Ulrich     | Jan Leschly Jorgen Ulrich     | Jan Leschly Jorgen Ulrich | 3                     | 5          |   |   |                           |                           |        |        |        |  |
|  | Tom Gorman Stan Smith          | Tom Gorman Stan Smith          | Tom Gorman Stan Smith          | 0                | 0                |  |  | Tom Gorman Stan Smith         | Tom Gorman Stan Smith         | Tom Gorman Stan Smith     | 6                     | 7          |   |   |                           |                           |        |        |        |  |
|  | Unknown Unknown2               | Unknown Unknown2               | Unknown Unknown2               | 0                | 1                |  |  |                               |                               |                           |                       |            |   |   |                           |                           |        |        |        |  |